# Charlotte Scott
Charlotte Scott, född 1858, död 1931, var en brittisk matematiker.
Hon blev den första kvinnan i Storbritannien att bli doktor i matematik, och den första kvinnan i USA att bli medlem i American Mathematical Society.
Hon deltog 1897 i den första Internationella matematikerkongressen. Hon var en 208 matematiker, och en av endast fyra kvinnor som deltog, vid sidan av Iginia Massarini, Vera von Schiff, och Charlotte Wedell.